# Årevinger
Årevinger (Hymenoptera) er en af de største og mest kendte grupper af insekter. Gruppen omfatter egentlige hvepse, myrer og bier, der alle har tydeligt årede vinger. Der kendes mere end 130.000 arter.

## Beskrivelse
For- og bagvinger er holdt sammen af en række kroge kaldet hamuli. Hovedet er typisk klart adskilt fra resten af kroppen og forsynet med kraftige, bidende munddele.

## Klassificering
De årevingede er opdelt i to grupper; Symphyta som ikke har nogen talje, og Apocrita som har en smal talje.

### Symphyta
I underordenen Symphyta (savhvepse), også kaldet “planteædende årevinger”, er brystet i hele sin bredde fastvokset til bagkroppen. De har således en uindsnævret forbindelse mellem thorax og abdomen. Symphyta inkluderer fx træhvepse (Siricidae), bladhvepse (Tenthredinidae), fyrrebladhvepse (Diprionidae) og spindehvepse (Pamphiliidae). Gruppen kan være parafyletisk, da det er blevet foreslået, at en af familierne (Orussidae) kan være den gruppe, hvorfra Apocrita opstod. Larverne er planteædende, fritlevende og ligner sommerfuglelarver (de er eruciforme) med tre par brystfødder, gangvorter på hvert segment (mindst seks par totalt i modsætning til sommerfugle (Lepidoptera), der højest har fem par) og punktøjne (ocelli). Forbenene har ikke hæklenåle i enderne i modsætning til sommerfuglelarver.

### Apocrita
I underordenen Apocrita (stilkhvepse) er brystet adskilt fra bagkroppen ved en indsnøring, en såkaldt hvepsetalje. Indsnævringen er mellem det første og andet abdominale segment og involverer en sammensmeltning af det første abdominale segment til thorax. Apocrita inkluderer gedehamse, bier og myrer. Larverne hos alle Apocrita mangler ben, gangvorter og punktøjne (ocelli). Larvernes bagtarm forbliver også lukket under udviklingen, hvor afføring opbevares inde i kroppen, med undtagelse af nogle enkelte grupper. Generelt åbner anus først, når larvevæksten er afsluttet.

## Sociale insekter
Mange årevingede lever i en højt specialiseret social struktur, fx i myretue, hvepsebo eller bikube.

## Køn
Hos mange årevingede insekter bestemmes et individs køn af antallet af kromosomer
.
Befrugtede æg har to sæt kromosomer og udvikler sig til diploide hunner, mens ubefrugtede æg kun har ét sæt kromosomer og udvikler sig til haploide hanner. Den æglæggende hun bestemmer, om æggene er befrugtede eller ubefrugtede
. Dette fænomen kaldes haplodiploidi.
Imidlertid kan de faktiske genetiske mekanismer for haplodiploid kønsbestemmelse være mere komplekse end et simpelt kromosomtal. I mange årevingede bestemmes køn faktisk af et enkelt genetisk locus med mange varianter (alleler). Hos disse arter er haploider hankøn og diploider, der er heterozygote på det pågældende genetiske locus (altså har forskellige varianter af genet) er hunner. I de tilfælde, hvor en diploid er homozygot på dette locus (altså bærer to identiske varianter af genet), vil der udvikle sig en han i stedet. En sådan homozygozitet optræder med størst sandsynlighed, hvis forældrene er i nær slægt med hinanden. Diploide hanner, der er produceret som et resultat af indavl, er kendte fra mange myre-, bi- og hvepsearter. Diploide hanner er sædvanligvis sterile, men der kendes nogle få arter, der har fertile diploide hanner.
En konsekvens af haplodiploidi er, at hunner i gennemsnit faktisk har flere gener til fælles med deres søstre, end de har med deres egne døtre. På grund af dette kan samarbejdet mellem beslægtede hunner være fordelagtigt, og det er blevet antaget at bidrage til oprindelsen af eusocialitet i denne orden.
En anden konsekvens er, at årevingede kan være mere modstandsdygtige over for de skadelige virkninger af indavl. Da mænd er haploide, vil eventuelle vigende (recessive) gener automatisk blive udtrykt, hvilket udsætter dem direkte for naturlig selektion. Således fjernes skadelige gener relativt hurtigt fra populationen. 